# La India

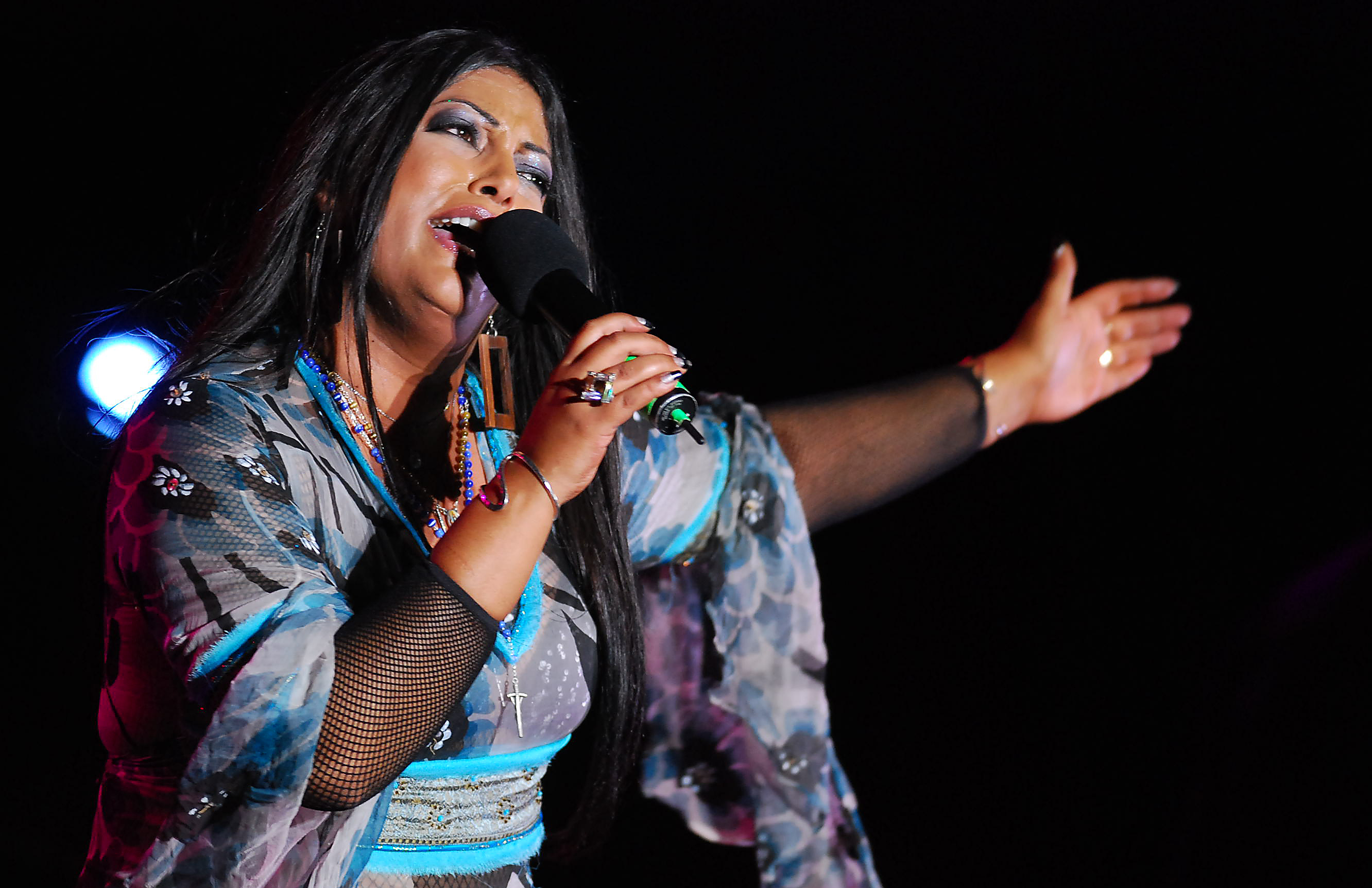
La India op het Festival de la Salsa in Nicaragua (2008)

Linda Viera Caballero (Rio Piedras, 9 maart 1969), beter bekend als La India, is een Puerto Ricaans-Amerikaans zangeres in de genres salsa, latin pop en house.

## Biografie

### Beginjaren
Cabellero is opgegroeid in New York bij haar grootmoeder; ze kreeg de bijnaam India vanwege haar donkere huid en lange zwarte haar. Caballero begon op jonge leeftijd met zingen en volgde onder meer enkele operalessen. In haar tienerjaren maakte ze deel uit van de latin-hiphopgroep TKA waarmee ze in 1985 twee singles uitbracht.
Caballero tekende een contract bij Reprise/Warner Bros. Records dat haar wilde lanceren als een latino-versie van Madonna, maar dat zag ze niet zitten. Liever nam ze housenummers op met haar eerste echtgenoot "Little" Louie Vega. In 1990 bracht Caballero haar eerste solo-album (Breaking Night) uit, waarop twee nummers door Kurtis Mantronik werden geproduceerd.

### Overstap naar salsa
Caballero wilde niet verder in de house en stapte over op salsa. Ze tekende een contract bij RMM waarop ze in 1992 een cd uitbracht met pianist Eddie Palmieri; Llego La India via Eddie Palmieri werd uitgeroepen tot een van de beste salsa-albums van dat jaar. In 1993 kwam Caballero met de ep Love and Happiness (Yemaya y Ochún). Dat ze er invloeden van de Afro-Cubaanse Santeria-godsdienst in verwerkte werd haar echter niet in dank afgenomen.
Speciaal voor het duettenalbum Combinacion Perfecta nam Caballero een nummer op met Marc Anthony; Vivir Lo Nuestro werd een groot succes en als gevolg daarvan ook aan het derde album, Dicen Que Soy toegevoegd. Later zou ze ook nog duetten zingen met Gloria Estefan (90 Millas) en Issac Delgado (Que No Se Te Olvide).

### Salsaprinses
In 1996 verscheen het Engelstalige album Jazzin' waarop Caballero latinversies van jazzklassiekers vertolkte met begeleiding van het Count Basie Orchestra en timbalesspeler Tito Puente. Vlak voor haar scheiding van Vega werkte ze nog mee aan diens Nuyorican Soul-project door een cover op te nemen van het bijna twintig jaar oude disconummer Runaway. In 1997 werd To Be In Love geremixt door Masters at Work.
Datzelfde jaar verscheen Sobre el Fuego waarvan het titelnummer, met achtergrondzang van de Puerto Ricaan Kevin Ceballo, haar een Grammy Award opleverde. Met Celia Cruz (1925-2003) zong ze het duet La Voz de Esperanza; de 'salsakoningin' gaf haar de bijnaam la princesa de la salsa.
Op 24 mei 1998 kwam Caballero naar Nederland voor een concert op het Drum Rhythm-festival.

### Recent
In 2010 bracht Caballero haar negende studio-album uit in twintig jaar tijd. Unica bevat salsabewerkingen van Smile (Charlie Chaplin), Crying (Roy Orbison), Turn Off The Lights (Teddy Pendergrass) en Estupida (Alessandra Amoroso) dat in twee versies op single uitkwam.
In 2012 verleende ze naar medewerking aan een Michael Jackson-project waarvoor diverse songs van de King of Pop in een latin-jasje werden gestoken.
Op 26 september 2014 gaf Caballero een concert in Amsterdam met begeleiding van de Nederlandse band Los Misticos (o.l.v. drummer Lucas van Merwijk).
In 2015 verscheen haar tiende album Con Canciones de Juan Gabriel; het leverde haar een Latin Grammy Award op. Ahora Que Te Vas werd de zoveelste nr.1-hit in de Billboard tropical-chart; Caballero heeft hiermee het record van Gloria Estefan gebroken.
In 2023 werd Caballero door het blad Rolling Stone uitgeroepen tot een van de 200 grootste zangers aller tijden. Ze eindigde op de 113e plaats.
- Biblioteca Nacional de España: XX1012313
- Bibliothèque nationale de France: cb13981455d (data)
- Gemeinsame Normdatei: 134687760
- International Standard Name Identifier: 0000 0000 5919 4971
- Library of Congress Control Number: n92018091
- MusicBrainz: fb842eee-c5c8-4748-8da8-e33e17e5041d
- SNAC: w6cg8hjg
- Virtual International Authority File: 7582757
- WorldCat: E39PBJgmRhRQkyTVQgK6WryGHC